# Ötzi-Alpin-Marathon
L'Ötzi-Alpin Marathon è un triathlon estremo italiano con partenza da Naturno, in Val Senales, e arrivo al ghiacciaio, a 3200 metri sul livello del mare.
I partecipanti devono completare la distanza di una maratona (42,195 km) e superare alcune migliaia di metri di dislivello. Le discipline della gara sono mountain bike, corsa in montagna e sci alpinismo. L'Ötzi-Alpin Marathon è stata lanciata in onore di Ötzi e dei suoi contemporanei, che attraversavano le Alpi senza alcun ausilio tecnico. Si svolge ad aprile di ogni anno.

## Frazioni di gara
- 24,2 km mountain bike (1538 metri di dislivello)
- 11,8 km di corsa in montagna (495 metri di dislivello)
- Scialpinismo di 6,2 km (1201 metri di dislivello)

## Albo d'oro
| Anno                             | Uomini            | Donne              |
| -------------------------------- | ----------------- | ------------------ |
| 2004                             | Osele Roland      | Garelli Anna Maria |
| 2005                             | Stocker Markus    | Staufer Marita     |
| 2006                             | Verbnjak Heinz    | Hornegger Simone   |
| 2007                             | Kogler Stefan     | Mazzucco Laura     |
| 2008                             | Kogler Stefan     | Mazzucco Laura     |
| 2009                             | Verbnjak Heinz    | Gruber Barbara     |
| 2010                             | -                 | -                  |
| 2011                             | Götsch Philip     | Hober Alexandra    |
| 2012                             | Piazza Georg      | Huser Andrea       |
| 2013                             | Hofmann Christian | Brenn Nina         |
| 2014                             | Osele Roland      | Mair Susanne       |
| 2015                             | Götsch Philip     | Pircher Anna       |
| 2016                             | Piazza Georg      | Pircher Anna       |
| 2017                             | Weisenhorn Oswald | Pircher Anna       |
| 2018                             | Hofmann Christian | Pircher Anna       |
| 2019                             | Facchini Patrick  | Von Borstel Susi   |
| 2020 - non disputato causa Covid |                   |                    |
| 2021 - non disputato causa Covid |                   |                    |